# Minerale verf
Het begrip minerale verf beschrijft verfstoffen met minerale bindmiddelen. Op het gebied van verf wordt een onderscheid gemaakt tussen twee relevante minerale bindmiddelen: kalk en silicaat.
Waar kalkbindmiddelen onder inwerking van kooldioxide en water carbonatiseren (carbonaatvorming), binden silicaatbindmiddelen (in de regel kaliumsilicaat of kaliwaterglas) af onder inwerking van CO2 en vormen in contact met minerale substraten calciumsilicaathydraten.
Aangezien kalkverf (met uitzondering van de frescotechniek) slechts beperkt weerbestendig is, wordt deze tegenwoordig vooral nog toegepast in de restauratie. Als we het nu hebben over minerale verf, wordt gewoonlijk silicaatverf bedoeld. Hierbij gaat het om verfstoffen die kaliwaterglas als bindmiddel gebruiken. Deze worden ook waterglasverf of Keimverf (naar de uitvinder Adolf Wilhelm Keim) genoemd.
De bijzondere samenstelling van silicaatverf geeft deze verf zijn speciale eigenschappen. Minerale silicaatverf geldt als zeer duurzaam en weerbestendig. Deze verf kan een levensduur van meer dan honderd jaar hebben. Een voorbeeld daarvan is het in de 19e eeuw van een minerale verf voorziene raadhuis van Schwyz in Zwitserland.

## Geschiedenis
Alchemisten op zoek naar de 'steen der wijzen' (het maken van goud) ontdekten in hun vuurhaarden glasachtig glinsterende parels. Zand vermengd met potas versmolt door de hitte tot waterglasparels. De kleine, ronde glazen schijven werden vervaardigd en als eerste ruiten toegepast. De eerste industriële productie van waterglas vond in de 19e eeuw plaats door Van Baerle in Gernsheim en Johann Gottfried Dingler in Augsburg. De eerste die pogingen ondernam om met waterglas kleuren te maken was Johann Nepomuk von Fuchs. Rond 1850 werd de gevel van de Münchner Pinakothek beschilderd door de schilders Kaulbach en Schlotthauer. Door het gebruik van niet-verkiezelbare pigmenten (aardpigmenten) werden de beschilderingen weer uit het waterglas uitgewassen.
De 'minderale verf' werd in 1878 door ambachtsman en onderzoeker Adolf Wilhelm Keim gepatenteerd en wordt tot op de dag van vandaag geproduceerd door zijn onderneming Keimfarben in Diedorf bij Augsburg.
Ook V. van Baerle, op wie Keim als referentiebron voor zijn waterglas was aangewezen, probeerde zelf silicaatverf te produceren. Zijn experimenten kwamen pas na jaren tot wasdom, maar ook hij kwam ten slotte tot goede resultaten. De silinfabriek van Van Baerle in Gernsheim aan de Rijn en de fa. Keimfarben in Diedorf bij Augsburg werden bekende productieondernemingen.
Initiator voor het intensieve onderzoekswerk van Adolf Wilhelm Keim was koning Lodewijk I van Beieren. Deze kunstzinnige koning was zo enthousiast over de kleurrijke kalkfresco’s van Noord-Italië, dat hij deze kunstwerken ook in zijn koninkrijk Beieren wilde beleven. Maar het weer ten noorden van de Alpen, dat aanzienlijk guurder was, verwoestte de kunstschilderingen al snel. Daarom gaf hij de Beierse wetenschap de opdracht om verf te ontwikkelen die eruitzag als kalk, maar langer houdbaar was.
Er bestaan nu nog originele beschilderingen uit de 19e eeuw. Gevels in Zwitserland, bijvoorbeeld die van hotel 'Weißer Adler' in Stein am Rhein of het raadhuis van Schwyz (1891), in Oslo (1895) of in Traunstein (1891) zijn hiervan de indrukwekkende bewijzen.

## Eigenschappen
Minerale verf bevat naast anorganische kleurstoffen als hoofdbestanddeel een kaliumhoudend alkalisilicaat (waterglas), dat kaliwaterglas of ook vloeibaar kaliumsilicaat of 'LIQVOR SILICIVM' wordt genoemd. Een beschildering met minerale verf vormt niet zoals andere verf een laag, maar een onverbrekelijke verbinding met de ondergrond (verkiezeling).
Het resultaat is een zeer duurzame verbinding tussen verf en ondergrond. Bovendien is het bindmiddel waterglas zeer goed bestand tegen uv-straling. Waar organische bindmiddelen zoals acrylaat- of siliconenharsdispersies onder invloed van uv-straling in de loop van de tijd bros worden (wat leidt tot verkrijtingsverschijnselen, scheuren in en beschadiging van de verflaag), blijft het anorganische bindmiddel waterglas stabiel. De chemische binding met de ondergrond en de UV-bestendigheid van het bindmiddel zijn essentieel voor de buitengewoon lange levensduur van silicaatverf.
Voor een goede binding heeft silicaatverf een siliciumhoudende ondergrond nodig. Daardoor is deze zeer geschikt voor minerale ondergronden, zoals mineraal pleisterwerk en beton. Op hout en metaal is deze verf niet of slechts beperkt toepasbaar. De waterdampdoorlaatbaarheid (poreusheid) van silicaatverf komt overeen met die van de ondergrond. Dat betekent dat silicaatverf de diffusie van waterdamp vrijwel niet belemmert. Het in het bouwelement of het pleisterwerk aanwezige vocht kan ongehinderd weer naar buiten verdampen. Dat houdt de wanden droog en voorkomt bouwschade. Bovendien wordt zo condensvorming op het oppervlak van het bouwmateriaal vermeden. Dat vermindert het risico op algen- of schimmelvorming. De hoge alkaliteit van het bindmiddel waterglas biedt een extra bescherming tegen aanslag van micro-organismen en maakt conserveringsmiddelen voor de toplaag geheel overbodig.
Er vindt minder snel vervuiling plaats doordat mineraal geverfde oppervlakken, anders dan dispersie- of siliconengebonden verflagen, niet statisch worden opgeladen en bij hitte niet kleverig worden (geen thermoplasticiteit). Daardoor hechten verontreinigingen minder snel en kunnen ze bovendien eenvoudiger worden verwijderd.[3] Silicaatverf is niet brandbaar en bevat geen organische bestanddelen of organische oplosmiddelen (DIN 18363) Schilder- en lakwerkzaamheden – Deklagen 2.4.1).
Silicaatverf is enorm kleurstabiel. Aangezien deze alleen met minerale pigmenten kan worden gekleurd, die onder invloed van uv-straling niet van kleur veranderen, blijven ook de silicaatlagen tientallen jaren stabiel van kleur.
Silicaatverf is gebaseerd op minerale grondstoffen. Deze verf is qua productie en gebruik zeer milieuvriendelijk. De lange levensduur bespaart grondstoffen en de samenstelling zonder schadelijke stoffen ontziet het milieu en de gezondheid. Daarnaast zijn de grondstoffen voor silicaatverf in zeer ruime mate beschikbaar. Daardoor is silicaatverf momenteel vooral op het gebied van duurzaam bouwen zeer geliefd.

## Typen
In principe wordt tegenwoordig onderscheid gemaakt in drie soorten silicaatverf. De zuivere silicaatverf bestaat uit twee componenten, nl. een droog of in water aangemaakt verfpoeder en het vloeibare bindmiddel waterglas (DIN 18363 Schilder- en lakwerkzaamheden – Deklagen 2.4.1). De verwerking vereist veel ervaring en knowhow. Deze verf wordt veel toegepast op historische gebouwen.
In het midden van de 20e eeuw werd de eerste eencomponent-silicaatverf ontwikkeld. Door toevoeging van maximaal 5 gewichtsprocent aan organische additieven (bijvoorbeeld acrylaatdispersie, waterafstotende middelen, verdikkers, e.d.) kan de verf kant-en-klaar in emmers worden aangeboden. Men spreekt dan van zogenaamde “dispersie-silicaatverf” (DIN 18363 Schilder- en lakwerkzaamheden – Deklagen 2.4.1). Het toepassingsgebied van dit type silicaatverf is duidelijk groter dan dat van de zuivere silicaatverf, omdat hiermee ook ondergronden met een kleinere hardheid en/of een kleiner aandeel organische stoffen kunnen worden behandeld. Bovendien is de verwerking eenvoudiger dan bij de zuivere silicaatverf.
Sinds 2002 is er een derde categorie silicaatverf, de zogenaamde sol-silicaatverf. Deze bevat als bindmiddel een combinatie van kiezelsol en waterglas. Het aandeel organische stoffen is net als bij de dispersie-silicaatverf beperkt tot 5 gewichtsprocent, om de chemische binding en de typische voordelen van silicaat te behouden. De sol-silicaatverf maakt ook toepassing op niet-mineraal pleisterwerk mogelijk.[4] Daarbij vindt de binding chemisch en fysisch plaats. De sol-silicaatverf heeft een revolutie teweeggebracht in het aantal mogelijke toepassingen van silicaatverf. Deze verf is eenvoudig en veilig op vrijwel elke gebruikelijke ondergrond te verwerken.